# Camilo da Passano
Camilo da Passano (Coquimbito, Mendoza, 12 de diciembre de 1912 - Buenos Aires, septiembre de 1983) fue un actor teatral y cinematográfico argentino.

## Biografía
Camilo da Passano nació en Coquimbito, provincia de Mendoza, en 1912. Desde muy joven quiso dedicarse a ser actor, y por ello estudió en la Academia Nacional de Arte Dramático, que dirigía Silvio D'Amico.

## Carrera

### Filmografía
- 1947: Una mujer sin cabeza
- 1961: El centrofowar murió al amanecer
- 1963: La murga
- 1965: Una excursión a los indios ranqueles[1]

### Televisión
En la pantalla chica hizo en 1958, Gran teatro brillante, junto con Luis Arata y Sara Prósperi.
En 1959 trabajó en Gran teatro brillante, junto a actores como Luis Arata y Sara Prósperi. 
En 1960 participó en el ciclo Ciclo de Gran Teatro / Ciclo de Gran Teatro Alba.
En 1975 participó en la telenovela Alma rebelde, junto a los actores Miguel Jordán y Gabriela Gili.

### Teatro
Da Passano fue un gran primer actor de teatro argentino que se lució durante la época dorada. Se formó con el maestro de intérpretes Antonio Cunill Cabanellas.
En 1964 dictó un seminario de actuación. Integró la Compañía de Orestes Caviglia, se lució en varios teatros como el Teatro San Martín, el Teatro Cómico y el Teatro Nacional, y destacó en obras como:
- Agamenón de Esquilo
- Lluvia
- Ya es hora de que te cases, papá
- Nosotros no usamos frac
- Casal de Cataluña como Tiresias
- La salamanca como El loco
- Tierra extraña como Oviedo
- ¡Mutilados! (1956), junto a Golde Flami, Luis Otero, José Mazzilli y Rodolfo Onetto.

Como director se destacan las obras:
- Algonoandabién de 1970
- De brazos por la calle de Armando Mock, junto con Mariano Mores
- Los mellizos de Plauto
- Montserrat de Emanuel Robles
- Israef (censurada)

### Otras actividades
Camilo además de actuar, integra en 1946 la lista de La Agrupación de Actores Democráticos, cuya junta directiva estaba integrada por Pablo Racioppi, Lydia Lamaison, Pascual Nacaratti, Alberto Barcel y Domingo Mania.
También integró la Comisión Asesora Literaria junto con María Rosa Gallo, la cual terminó en un gran fracaso.

## Exilio
En 1950 se instaló con su mujer e hijos en Roma (Italia), donde aprovechó para estudiar en la Academia de Pietro Sharoff, debido a que no quisieron firmar un manifiesto por la reelección de Juan Domingo Perón, lo que llevó a una prohibición de actuar en cualquier teatro del país.

## Vida privada
Fue esposo de la primera actriz María Rosa Gallo (1925-2004). De este matrimonio tuvo sus dos hijos artistas, Alejandra da Passano (1947-2014) y Claudio da Passano (1957-2023).